# Division Nationale 2011-2012
La Division Nationale 2011-2012, nota anche come BGL Ligue 2011-2012 per motivi di sponsorizzazione, è stata la novantottesima edizione della massima serie del campionato lussemburghese di calcio. È iniziata il 5 agosto 2011 e si è conclusa il 13 maggio 2012. Il F91 Dudelange ha vinto il campionato per la decima volta nella sua storia, la seconda consecutiva. Capocannoniere del torneo è stato Omar Er Rafik, calciatore del Differdange 03, con 23 reti.

## Stagione

### Novità
Dalla Division Nationale 2010-2011 erano stati retrocessi il Wiltz 71 (perdente lo spareggio promozione/retrocessione), l'Etzella Ettelbruck e il Jeunesse Canach, mentre dalla Éirepromotioun 2010-2011 erano stati promossi l'Union 05 Kayl-Tétange, il Rumelange e l'Hostert (vincente lo spareggio promozione/retrocessione).

### Formula
Le quattordici squadre partecipanti si sono affrontate in un girone all'italiana con partite di andata e ritorno per un totale di 26 giornate. Al termine del campionato la prima classificata era designata campione del Lussemburgo e ammessa al primo turno preliminare della UEFA Champions League 2012-2013. Le squadre seconda e terza classificate venivano ammesse al primo turno preliminare della UEFA Europa League 2012-2013, assieme alla vincitrice della coppa nazionale. Le ultime due classificate venivano retrocesse direttamente in Éirepromotioun, mentre la dodicesima classificata affrontava la terza classificata in Éirepromotioun in un play-off promozione/retrocessione.

## Squadre partecipanti
| Club                  | Stagione | Città            | Stadio                 | Stagione precedente                |
| --------------------- | -------- | ---------------- | ---------------------- | ---------------------------------- |
| Differdange 03        | dettagli | Differdange      | Stade du Thillenberg   | 4º posto nella Division Nationale  |
| F91 Dudelange         | dettagli | Dudelange        | Stade Jos Nosbaum      | Campione del Lussemburgo           |
| Fola Esch             | dettagli | Esch-sur-Alzette | Stadio Émile Mayrisch  | 2º posto nella Division Nationale  |
| Grevenmacher          | dettagli | Grevenmacher     | Op Flohr Stadion       | 6º posto nella Division Nationale  |
| Hostert               | dettagli | Hostert          | Stadio Jos Becker      | 3º posto in Éirepromotioun         |
| Jeunesse Esch         | dettagli | Esch-sur-Alzette | Stade de la Frontière  | 8º posto nella Division Nationale  |
| Käerjeng 97           | dettagli | Bascharage       | Stade um Bëchel        | 3º posto nella Division Nationale  |
| Pétange               | dettagli | Pétange          | Stadio municipale      | 7º posto nella Division Nationale  |
| Progrès Niedercorn    | dettagli | Niederkorn       | Stadio Jos Haupert     | 5º posto nella Division Nationale  |
| RU Luxembourg         | dettagli | Lussemburgo      | Stade Achille Hammerel | 11º posto nella Division Nationale |
| R.M. Hamm Benfica     | dettagli | Lussemburgo      | Luxembourg-Cents       | 9º posto nella Division Nationale  |
| Rumelange             | dettagli | Rumelange        | Stadio municipale      | 2º posto in Éirepromotioun         |
| Swift Hesperange      | dettagli | Hesperange       | Stade Alphonse Theis   | 10º posto nella Division Nationale |
| Union 05 Kayl-Tétange | dettagli | Kayl             | Rue De Dudelange       | 1º posto in Éirepromotioun         |

## Classifica finale
|  | Pos. | Squadra               | Pt | G  | V  | N  | P  | GF | GS | DR  |
|  | ---- | --------------------- | -- | -- | -- | -- | -- | -- | -- | --- |
|  | 1.   | F91 Dudelange         | 54 | 26 | 16 | 6  | 4  | 67 | 20 | +47 |
|  | 2.   | Jeunesse Esch         | 51 | 26 | 15 | 6  | 5  | 56 | 37 | +19 |
|  | 3.   | Grevenmacher          | 49 | 26 | 14 | 7  | 5  | 50 | 27 | +23 |
|  | 4.   | Differdange 03        | 48 | 26 | 13 | 9  | 4  | 64 | 26 | +38 |
|  | 5.   | Käerjeng 97           | 43 | 26 | 12 | 7  | 7  | 37 | 35 | +2  |
|  | 6.   | Fola Esch             | 38 | 26 | 10 | 8  | 8  | 41 | 30 | +11 |
|  | 7.   | R.M. Hamm Benfica     | 38 | 26 | 12 | 2  | 12 | 54 | 47 | +7  |
|  | 8.   | Pétange               | 36 | 26 | 10 | 6  | 10 | 29 | 37 | -8  |
|  | 9.   | Progrès Niedercorn    | 33 | 26 | 9  | 6  | 11 | 32 | 35 | -3  |
|  | 10.  | RU Luxembourg         | 32 | 26 | 7  | 11 | 8  | 40 | 41 | -1  |
|  | 11.  | Union 05 Kayl-Tétange | 29 | 26 | 8  | 5  | 13 | 39 | 51 | -12 |
|  | 12.  | Swift Hesperange      | 26 | 26 | 7  | 5  | 14 | 34 | 53 | -19 |
|  | 13.  | Rumelange             | 19 | 26 | 5  | 4  | 17 | 27 | 71 | -44 |
|  | 14.  | Hostert               | 8  | 26 | 2  | 2  | 22 | 22 | 82 | -60 |

Legenda:
      Campione del Lussemburgo e ammessa alla UEFA Champions League 2012-2013.
      Ammessa alla UEFA Europa League 2012-2013.
 Ammessa ai play-off promozione/retrocessione.
      Retrocessa in Éirepromotioun 2012-2013.
Note:
Tre punti a vittoria, uno a pareggio, zero a sconfitta.

## Risultati
|                       | Dif  | Dud  | Fol  | Gre  | Hos  | JeE  | Käe  | Pét  | PrN  | RFC  | RMH  | Rum  | SwH  | UKT  |
| --------------------- | ---- | ---- | ---- | ---- | ---- | ---- | ---- | ---- | ---- | ---- | ---- | ---- | ---- | ---- |
| Differdange 03        | –––– | 3-1  | 2-2  | 0-0  | 3-0  | 1-1  | 5-0  | 2-1  | 2-3  | 2-2  | 2-2  | 6-1  | 6-1  | 4-1  |
| F91 Dudelange         | 1-1  | –––– | 1-0  | 1-1  | 3-0  | 3-3  | 4-1  | 10-0 | 5-0  | 0-1  | 1-0  | 2-0  | 2-1  | 2-0  |
| Fola Esch             | 1-1  | 1-1  | –––– | 1-2  | 3-1  | 1-3  | 4-0  | 0-1  | 1-1  | 0-0  | 2-0  | 0-0  | 4-1  | 4-1  |
| Grevenmacher          | 2-1  | 0-2  | 2-1  | –––– | 4-0  | 1-2  | 2-0  | 2-2  | 1-2  | 2-1  | 2-2  | 2-1  | 2-0  | 0-2  |
| Hostert               | 0-2  | 1-9  | 1-3  | 0-6  | –––– | 1-6  | 0-2  | 0-1  | 0-2  | 2-2  | 1-2  | 1-0  | 1-2  | 0-3  |
| Jeunesse Esch         | 1-2  | 2-1  | 2-0  | 1-2  | 3-2  | –––– | 0-0  | 2-0  | 2-1  | 2-2  | 2-3  | 1-0  | 2-1  | 4-3  |
| Käerjeng 97           | 1-1  | 0-0  | 2-3  | 2-1  | 3-0  | 3-0  | –––– | 3-2  | 0-0  | 3-2  | 3-0  | 2-1  | 1-0  | 1-2  |
| Pétange               | 0-0  | 0-0  | 2-1  | 0-2  | 3-0  | 3-0  | 0-2  | –––– | 0-1  | 1-1  | 2-0  | 0-0  | 0-3  | 2-0  |
| Progrès Niedercorn    | 1-0  | 1-2  | 0-1  | 0-1  | 5-2  | 1-1  | 0-0  | 1-2  | –––– | 1-2  | 0-2  | 4-2  | 1-0  | 2-0  |
| RFCU Luxembourg       | 1-0  | 2-0  | 2-2  | 1-1  | 3-3  | 1-3  | 1-2  | 0-0  | 3-3  | –––– | 3-0  | 3-1  | 1-3  | 3-3  |
| R.M. Hamm Benfica     | 1-2  | 1-4  | 2-0  | 1-3  | 3-1  | 2-4  | 2-3  | 0-4  | 2-0  | 4-0  | –––– | 9-1  | 8-2  | 1-0  |
| Rumelange             | 0-7  | 0-6  | 1-1  | 0-5  | 3-2  | 1-5  | 2-0  | 3-0  | 2-1  | 0-3  | 1-3  | –––– | 3-3  | 4-1  |
| Swift Hesperange      | 0-3  | 0-3  | 1-2  | 1-1  | 1-3  | 1-1  | 3-3  | 3-1  | 1-0  | 1-0  | 1-2  | 3-0  | –––– | 1-1  |
| Union 05 Kayl-Tétange | 2-6  | 1-3  | 0-3  | 3-3  | 5-0  | 1-3  | 0-0  | 1-2  | 1-1  | 2-0  | 3-2  | 1-0  | 2-0  | –––– |

## Spareggio promozione-retrocessione
La dodicesima classificata in Division Nationale, lo Swift Hesperange, ha affrontato la terza classificata in Éirepromotioun, il Wiltz 71, per un posto nella Division Nationale 2012-2013.
|                  | Risultati |          | Luogo e data               |
| ---------------- | --------- | -------- | -------------------------- |
| Swift Hesperange | 2 - 6     | Wiltz 71 | Ettelbruck, 17 maggio 2012 |
|                  |           |          |                            |

## Statistiche

### Classifica marcatori
| Gol |  |  | Giocatore         | Squadra               |
| --- |  |  | ----------------- | --------------------- |
| 23  |  |  | Omar Er Rafik     | Differdange 03        |
| 20  |  |  | Daniel Huss       | Grevenmacher          |
| 20  |  |  | Sanel Ibrahimović | R.M. Hamm Benfica     |
| 19  |  |  | Aurélien Joachim  | F91 Dudelange         |
| 16  |  |  | Stefano Bensi     | F91 Dudelange         |
| 15  |  |  | Tony Lopes        | Union 05 Kayl-Tétange |
| 13  |  |  | Gauthier Caron    | Differdange 03        |
| 13  |  |  | Nicolas Romero    | RU Luxembourg         |
| 13  |  |  | Johan Sampaio     | Swift Hesperange      |
| 12  |  |  | Daniel Gomez      | Jeunesse Esch         |